# Sténie

Sténie  (titre complet : Sténie ou les erreurs philosophiques) est un roman épistolaire inachevé d'Honoré de Balzac, commencé en 1819 ou 1820, et dont l'écriture s'est poursuivie jusqu'en 1821, mais qui n'a jamais été publié du vivant de l'auteur.
Le texte a fait l'objet d'une première édition chez Michel Lévy frères en 1868, puis en 1936 à la Librairie Georges Courville (texte établi et commenté par Albert Prioult), puis réédité en Pléiade.
Le manuscrit de Sténie est conservé dans la collection Lovenjoul sous la cote A. 214, il représente la valeur de deux tomes in-12°.

## Le récit
Le roman est essentiellement composé de lettres dont la plus importante est celle par Jacob del Ryès adressée à son ami Vanehrs. Jacob, parti de Paris pour rejoindre son corps militaire, raconte son voyage pendant lequel il s'est produit un phénomène curieux. Dans la voiture qui l'emmenait, un homme à l'aspect sinistre a produit sur Jacob une sensation de malaise. Puis Jacob s'est endormi et il a fait un rêve étrange. Alors qu'il se promenait dans un jardin idyllique où il s'apprêtait à manger un fruit, ce même homme a voulu l'empoisonner. Jacob a été obligé de le poignarder pour se défendre. Plus tard, ce songe prémonitoire devient réalité lorsque Jacob revient à Tours pour y épouser Stéphanie de Formasand, une amie d'enfance dont il est amoureux et dont le diminutif est « Sténie ». Mais la mère de Sténie a déjà arrangé le mariage de sa fille avec monsieur de Plancksey (l'homme rencontré dans la voiture puis en rêve) et Jacob la retrouve déjà mariée. Jacob provoque en duel son rival, et là s'arrête le manuscrit.
Balzac en abandonna l'écriture après 52 lettres. Ce roman épistolaire est inspiré à la fois de La Nouvelle Héloïse et de Werther.
On retrouve dans ce roman l'ébauche de certains personnages de La Comédie humaine. Sténie et sa confidente, la sage madame Radhye, sont à mettre en parallèle avec Renée de Maucombe (madame Radhye) et Louise de Chaulieu (Sténie) de Mémoires de deux jeunes mariées, ainsi que le style épistolaire que Balzac a employé dans ces deux œuvres. Del Ryès rappelle, par sa fragilité, Lucien de Rubempré, par son caractère visionnaire, Louis Lambert, mais aussi Félix de Vandenesse du Lys dans la vallée et Raphaël de Valentin de La Peau de chagrin.
Sténie est un des romans de jeunesse qui a le plus de liens avec La Comédie humaine, presque à égalité avec Falthurne.

## Documentation
- Maurice Bardèche, Balzac, romancier : la formation de l’art du roman chez Balzac, Genève, Slatkine, 1967 (réimpr. 1999), 639 p. (ISBN 2-04-015333-0).
- Pierre Barbéris, Balzac, les romans de jeunesse, Slatkine, 1965 ; réimpression 1985.
- Pierre-Georges Castex, Roland Chollet, René Guise et Nicole Mozet, Honoré de Balzac : œuvres diverses, t. 1, Paris, Gallimard, coll. « Pléiade » (no 364), 1990, 1904 p. (ISBN 2-07-010664-0, présentation en ligne).
- Teruo Mitimune, Exorde aux études des œuvres de jeunesse de Balzac, t. 1, Osaka, 1982.